# Parania pizarroi
Parania pizarroi är en stekelart som beskrevs av Ian D. Gauld och Bradshaw 1997. Parania pizarroi ingår i släktet Parania och familjen brokparasitsteklar. Inga underarter finns listade i Catalogue of Life.